# Henrik Kastbjerg
Henrik Kastbjerg Christensen (født 14. februar 1967) er tidligere fodboldspiller i Danmark. Han startede med at spille fodbold i fodboldklubben IF KVIK i Hvam ved Aalestrup
I 1987 kom han til VFF (Viborg Fodsports Forening), hvor hans karriere startede. Senere kom han til Silkeborg IF, hvor han i 1994 var med til at vinde det danske mesterskab. Han vendte tilbage til Viborg, og var med til at føre midtjyderne til Superligaen i 1998. Senere kom han til Holstebro Boldklub.
Efter en halv sæson i Holstebro, begyndte han som træner i Overlund GF, efterfulgt af Skjern GF, Struer, Søndermarkens IK, Kjellerup IF og Frederiks AIF. 
Henrik Kastbjerg bor i Viborg. Han er gift og far til to døtre.